# Impact One Night Only (2017)
Impact One Night Only (2017) es una serie de eventos de lucha libre profesional organizados por Impact Wrestling en 2017.

## One Night Only: Live!
One Night Only: Live! fue un evento de pago por visión (PPV) de lucha libre profesional producido por Total Nonstop Action Wrestling (TNA).
Tuvo lugar el 6 de enero de 2017 en la Impact Zone, En los estudios Universal de Orlando, Florida.
| N.º | Resultados                                                                               | Estipulación                                                  | Tiempo |
| --- | ---------------------------------------------------------------------------------------- | ------------------------------------------------------------- | ------ |
| 1   | Lashley venció a Davey Richards                                                          | Singles match                                                 | 14:40  |
| 2   | DJZ (c) venció a Andrew Everett, Braxton Sutter y Trevor Lee                             | Four-way Elimination match por el TNA X Division Championship | 12:22  |
| 3   | Bram venció a Robbie E                                                                   | Singles match                                                 | 07:57  |
| 4   | Moose venció a Mike Bennett (con Maria)                                                  | No Holds Barred Match                                         | 18:00  |
| 5   | Mahabali Shera venció a Marshe Rockett                                                   | Singles match                                                 | 06:00  |
| 6   | Rosemary (c) venció a Sienna                                                             | Singles match por el TNA Knockouts Championship               | 08:56  |
| 7   | James Storm (con Bram y Kingston) venció a Jessie Godderz                                | Singles match                                                 | 10:20  |
| 8   | The Broken Hardys ("Broken" Matt Hardy and Jeff Hardy) (c) vencieron a Eli Drake y Tyrus | Tag Team Match por los TNA World Tag Team Championship        | 12:35  |
| 9   | Eddie Edwards (c) venció a Ethan Carter III                                              | Singles match por el TNA World Heavyweight Championship       | 15:45  |

#### Four-way Elimination match por elTNA X Division Championship
| Luchador       | Eliminado por | Método de Eliminación         | Tiempo |
| -------------- | ------------- | ----------------------------- | ------ |
| Andrew Everett | DJZ           | Conteo mediante un Paquetito  | 04:00  |
| Braxton Sutter | Trevor Lee    | Conteo mediante un Paquetito  | 08:55  |
| Trevor Lee     | DJZ           | conteo de 3 luego de un "ZDT" | 12:22  |
| DJZ            | -             | Ganador                       |        |

## One Night Only: Joker's Wild
One Night Only: Joker's Wild fue un evento de pago por visión (PPV) de lucha libre profesional producido por Total Nonstop Action Wrestling (TNA).
Tuvo lugar el 6 de enero de 2017 en la Impact Zone, En los estudios Universal de Orlando, Florida.
| N.º | Resultados                                                               | Estipulación                                                                                   | Tiempo |
| --- | ------------------------------------------------------------------------ | ---------------------------------------------------------------------------------------------- | ------ |
| 1   | Moose y Davey Richards vencieron a "Broken" Matt Hardy y Trevor Lee      | Tag-Team match para clasificar en el Gauntlet Battle royal match más tarde esa noche.          | 10:20  |
| 2   | Aron Rex y Rockstar Spud vencieron a Bad Bones y Jessie Godderz          | Tag-Team match para clasificar en el Gauntlet Battle royal match más tarde esa noche.          | 10:00  |
| 3   | DCC (Bram y Eddie Kingston) vencieron a Robbie E y Mahabali Shera        | Tag-Team match para clasificar en el Gauntlet Battle royal match más tarde esa noche.          | 06:55  |
| 4   | Mike Bennett y Braxton Sutter vencieron a Tyrus and Crazzy Steve         | Tag-Team match para clasificar en el Gauntlet Battle royal match más tarde esa noche.          | 09:40  |
| 5   | Jeff Hardy y DJZ vencieron a Eli Drake y Paredyse                        | Tag-Team match para clasificar en el Gauntlet Battle royal match más tarde esa noche.          | 00:57  |
| 6   | Jade y Sienna vencieron a Laurel Van Ness y Allie                        | Knockout Tag-Team match para clasificar en el Gauntlet Battle royal match más tarde esa noche. | 08:10  |
| 7   | Eddie Edwards y Caleb Konley vencieron a Andrew Everett y Marshe Rockett | Tag-Team match para clasificar en el Gauntlet Battle royal match más tarde esa noche.          | 08:18  |
| 8   | Moose gana el premio de $100.000 USD al eliminar a Bram                  | 14-person intergender Joker's Wild Gauntlet Battle royal                                       | 31:11  |

#### Joker's Wild Gauntlet Match
| N.º | Entrada        | Eliminación | eliminado por  |
| --- | -------------- | ----------- | -------------- |
| 1   | Davey Richards | 9           | Jeff Hardy     |
| 2   | DJZ            | 2           | Davey Richards |
| 3   | Caleb Konley   | 1           | Davey Richards |
| 4   | Bram           | 13          | Moose          |
| 5   | Eddie kingston | 6           | Moose          |
| 6   | Rockstar Spud  | 3           | Jade y Sienna  |
| 7   | Eddie Edwards  | 8           | Davey Richards |
| 8   | Jade           | 4           | Aron Rex       |
| 9   | Sienna         | 5           | Aron Rex       |
| 10  | Aron Rex       | 7           | Él Mismo       |
| 11  | Moose          | -           | Ganador        |
| 12  | Mike Bennett   | 10          | Moose          |
| 13  | Braxton Sutter | 11          | Bram           |
| 14  | Jeff Hardy     | 11          | Mike Bennett   |

## Rivals
One Night Only: Rivals fue un evento de pago por visión (PPV) de lucha libre profesional producido por Total Nonstop Action Wrestling (TNA).
Tuvo lugar el 8 de enero de 2017 en la Impact Zone, En los estudios Universal de Orlando, Florida.
| N.º | Resultados                                                                  | Estipulación   | Tiempo |
| --- | --------------------------------------------------------------------------- | -------------- | ------ |
| 1   | DJZ venció a Trevor Lee                                                     | Singles match  | 11:25  |
| 2   | Braxton Sutter venció a Rockstar Spud                                       | Singles match  | 09:00  |
| 3   | James Storm venció a Mahabali Shera                                         | Singles match  | 06:07  |
| 4   | Aron Rex (con Spud) venció a Jessie Godderz                                 | Singles match  | 09:14  |
| 5   | Decay (Abyss y Crazy Steve (con Rosemary) vencieron a DCC (Bram y Kingston) | Tag-Team match | 08:26  |
| 6   | Angelina Love venció a Madison Rayne                                        | Singles match  | 07:05  |
| 7   | "Broken" Matt Hardy venció a Drew Galloway                                  | Singles match  | 11:21  |
| 8   | Moose venció a Mike Bennett (con Maria                                      | Singles match  | 07:05  |
| 9   | Lashley venció a Jeff Hardy                                                 | Singles match  | 10:37  |

## Victory Road – Knockouts Knockdown
One Night Only: Victory Road – Knockouts Knockdown fue un evento de pago por visión (PPV) de lucha libre profesional producido por Total Nonstop Action Wrestling (TNA) donde se llevan a cabo una serie de luchas, con ocho Knockouts contra ocho luchadoras independientes. Al final de la noche, el ganador de estos combates avanzan a un combate Four-on-Four tag team match, con la última Knockout en pie recibiendo un contrato de Impact Wrestling. Los combates se filmaron del 3 al 4 de marzo de 2017, desde Impact Zone en Universal Studios en Orlando, Florida. Este fue el primer evento que no tuvo como Main Event a una Gauntlet Match y tuvo un partido de 4 VS 4.
| N.º | Resultados | Estipulación                | Tiempo |
| --- | --- | --------------------------- | ------ |
| 1   | Angelina Love (con Davey Richards) venció a Kayci Quinn                                                           | Singles match               | 10:38  |
| 2   | Leva Bates venció a Allie                                                                                         | Singles match               | 12:12  |
| 3   | Diamante (con Konnan y Homicide) venció a Amanda Carolina Rodríguez                                               | Singles match               | 10:24  |
| 4   | Rosemary (con Crazzy Steve) venció a MJ Jenkins                                                                   | Singles match               | 08:05  |
| 5   | Alisha Edwards venció a Sienna                                                                                    | Singles match               | 10:33  |
| 6   | Santana Garrett venció a Brandi Rhodes                                                                            | Singles match               | 11:35  |
| 7   | ODB venció a Rebel                                                                                                | Singles match               | 09:15  |
| 8   | Laurel Van Ness venció a Rachael Ellering                                                                         | Singles match               | 10:45  |
| 9   | Leva Bates, Alisha Edwards, Santana Garrett y ODB vencieron a Laurel Van Ness, Rosemary, Angelina Love y Diamante | Four-on-Four tag team match | 11:08  |

## Turning Point
One Night Only: Turning Point fue un evento de pago por visión (PPV) de lucha libre profesional producido por Total Nonstop Action Wrestling (TNA).
Tuvo lugar el 22 de abril de 2017 en la Impact Zone, En los estudios Universal de Orlando, Florida.
| N.º | Resultados                                                                   | Estipulación                                                                           | Tiempo |
| --- | ---------------------------------------------------------------------------- | -------------------------------------------------------------------------------------- | ------ |
| 1   | Veterans of War (Mayweather y Wilcox) vencieron a Mario Bokara y Fallah Bahh | Tag-Team match                                                                         | 10:00  |
| 2   | Laurel Van Ness (con Kongo Kong) venció a Ava Storie                         | Singles match                                                                          | 05:17  |
| 3   | Mahabali Shera venció a Marshe Rockett                                       | Singles match                                                                          | 04:30  |
| 4   | Matt Morgan venció a KM (con Sienna)                                         | Singles match                                                                          | 07:34  |
| 5   | Davey Richards (con Angelina Love) venció a Suicide                          | Singles match                                                                          | 14:00  |
| 6   | A.J. Styles (c) venció a Christopher Daniels y Samoa Joe                     | Three-way match por el TNA World Heavyweight Championship (Turning Point (2009) match) | 21:50  |
| 7   | Rosemary venció a Sienna (con KM)                                            | Singles match                                                                          | 6:00   |
| 8   | Eddie Edwards venció a Eli Drake                                             | Singles match                                                                          | 12:25  |
| 9   | Lashley (c) venció a Moose                                                   | Singles match por el Impact Wrestling World Heavyweight Championship                   | 20:11  |

## No Surrender
One Night Only: Turning Point fue un evento de pago por visión (PPV) de lucha libre profesional producido por Total Nonstop Action Wrestling (TNA).
Tuvo lugar el 22 de abril de 2017 en la Impact Zone, En los estudios Universal de Orlando, Florida.
| N.º | Resultados                                                       | Estipulación | Tiempo |
| --- | ---------------------------------------------------------------- | --- | ------ |
| 1   | Garza Jr. & Laredo Kid vencieron a Idris Abraham y Hakim Zane    | Tag-Team match | 08:45  |
| 2   | Mahabali Shera venció a Fallah Bahh                              | Singles match | 05:20  |
| 3   | Trevor Lee (con Gregory Shane Helms) venció a Suicide            | Singles match | 13:05  |
| 4   | Braxton Sutter (con Allie) venció a KM (con Sienna)              | Singles match | 11:50  |
| 5   | Jeff Hardy vs. Kurt Angle terminó en empate por límite de tiempo | Semifinales del torneo por el TNA World Heavyweight Championship; si Kurt Angle perdía, debía retirarse del Wrestling. (No Surrender (2010) match) | 30:05  |
| 6   | Dezmond Xavier venció a Mario Bokara                             | Singles match | 09:30  |
| 7   | Rosemary venció a Laurel Van Ness (con Sienna)                   | Singles match | 07:30  |
| 8   | Eli Drake (con Chris Adonis) venció a James Storm                | Singles match | 08:35  |
| 9   | James Storm venció a Eli Drake                                   | Singles match | 00:20  |
| 10  | Lashley (c) venció a Eddie Edwards                               | Singles match por el Impact Wrestling World Heavyweight Championship                                                                               | 17:50  |

## GFW Amped Anthology – Part 1
GFW Amped Anthology – Part 1 fue un evento de pago por visión (PPV) de lucha libre profesional producido por Global Force Wrestling. Los combates fueron filmados el 24 de julio de 2015, desde el Orleans Arena en Las Vegas, Nevada.
| N.º | Resultados                                                                                       | Estipulación                               | Tiempo |
| --- | ------------------------------------------------------------------------------------------------ | ------------------------------------------ | ------ |
| 1   | PJ Black defeated Seiya Sanada                                                                   | GFW NEX*GEN Championship Tournament match  | 08:50  |
| 2   | Los Luchas (Phoenix Star y Zokre) y Misterioso Jr vencieron a Bestia 666, Blood Eagle y Shamu Jr | Six-man Lucha rules tag team match         | 06:30  |
| 3   | KUSHIDA venció a Virgil Flynn por rendición                                                      | Singles match                              | 10:30  |
| 4   | Bobby Roode venció a Kevin Kross por rendición                                                   | Singles match                              | 07:40  |
| 5   | The Bollywood Boyz (Gurv Sihra y Harv Sihra) vencieron a The Akbars (Ali Akbar y Omar Akbar)     | GFW Tag Team Championship Tournament match | 08:55  |
| 6   | Christina Von Eerie venció a Lei'D Tapa (with Royal Red Tapa) y Mickie James                     | GFW Women's Championship Tournament match  | 07:10  |
| 7   | Jigsaw venció a Sonjay Dutt                                                                      | GFW NEX*GEN Championship Tournament matc   | 10:30  |
| 8   | Nick Aldis venció a Kongo Kong (con Henry Maxwell)                                               | GFW Global Championship Tournament match   | 09:40  |

## GFW Amped Anthology – Part 2
GFW Amped Anthology – Part 2 fue un evento de pago por visión (PPV) de lucha libre profesional producido por Global Force Wrestling. Los combates fueron filmados el 25 de julio de 2015, desde el Orleans Arena en Las Vegas, Nevada.
| N.º | Resultados | Estipulación                               | Tiempo |
| --- | --- | ------------------------------------------ | ------ |
| 1   | Reno Scum (Adam Thornstowe y Luster the Legend) y Los Luchas (Phoenix Star y Zokre)                                               | GFW Tag Team Championship Tournament match | 09:10  |
| 2   | Chris Mordetsky venció a Brian Myers por rendición                                                                                | GFW Global Championship Tournament match   | 08:47  |
| 3   | Teaze ‘n’ Sleaze (Juicy Joey y Kenny Klimax) vencieron a Cielo y Misterioso Jr                                                    | GFW Tag Team Championship Tournament match | 06:40  |
| 4   | Shelton Benjamin venció a JR Kratos                                                                                               | GFW Global Championship Tournament match   | 05:58  |
| 5   | T.J. Perkins venció a Andrew Everett por rendición                                                                                | GFW NEX*GEN Championship Tournament match  | 10.55  |
| 6   | Bullet Club (Doc Gallows y Karl Anderson) (con Amber Gallows) vencieron a Killer Elite Squad (Lance Archer y Davey Boy Smith Jr.) | GFW Tag Team Championship Tournament match | 09:25  |
| 7   | PJ Black y The Akbars (Ali Akbar y Omar Akbar) vencieron a Sonjay Dutt y Los Luchas (Phoenix Star y Zokre)                        | Six Man Tag-Team match                     | 07.18  |
| 8   | Bobby Roode venció a Eric Young                                                                                                   | GFW Global Championship Tournament match   | 09:17  |

## GFW Amped Anthology – Part 3
GFW Amped Anthology – Part 3 fue un evento de pago por visión (PPV) de lucha libre profesional producido por Global Force Wrestling. Los combates fueron filmados el 21 de agosto de 2015, desde el Orleans Arena en Las Vegas, Nevada.
| N.º | Resultados                                                                                                | Estipulación                                     |
| --- | --- | ------------------------------------------------ |
| 1   | Virgil Fylnn venció a Trevor Lee                                                                          | GFW NEX*GEN Championship Tournament match        |
| 2   | Amber Gallows venció a Katarina Leigh y Laura James                                                       | GFW Women's Championship Tournament match        |
| 3   | Juicy Joey (con Oozing Austin) venció a Kevin Kross                                                       | Singles match                                    |
| 4   | Nick Aldis venció a Chris Mordetzky                                                                       | GFW Global Championship Tournament match         |
| 5   | PJ Black venció a Jigsaw, TJP y Virgil Flynn                                                              | GFW NEX*GEN Championship Tournament Finals match |
| 6   | Reno Scum (Adam Thornstowe y Luster the Legend) vencieron a Teaze ‘n’ Sleaze (Juicy Joey y Oozing Austin) | GFW Tag Team Championship Tournament match       |
| 7   | Kongo Kong (con Henry Maxwell) venció a Brian Myers y Kevin Kross                                         | GFW Global Championship #1 Contenders match      |

## GFW Amped Anthology – Part 4
GFW Amped Anthology – Part 3 fue un evento de pago por visión (PPV) de lucha libre profesional producido por Global Force Wrestling. Los combates fueron filmados el 8 de diciembre de 2015, desde el Orleans Arena en Las Vegas, Nevada.
| N.º | Resultados | Estipulación                                      |
| --- | --- | ------------------------------------------------- |
| 1   | Sonjay Dutt venció a Seiya Sanada                                                                                                  | GFW NEX*GEN Championship #1 Contender's match     |
| 2   | The Masked Saint venció a Juicy Joey                                                                                               | Singles match                                     |
| 3   | The Bollywood Boyz (Gurv Sihra y Harv Sihra) vencieron a The Whirlwind Gentlemen (Jack Manley y Remy Marcel)                       | GFW Tag Team Championship Tournament match        |
| 4   | Enigma venció a Bestia 666 y Cielo Escorpión                                                                                       | Three-way match                                   |
| 5   | Christina Von Eerie venció a Amber Gallows                                                                                         | GFW Women's Championship Tournament Finals match  |
| 6   | The Bollywood Boyz (Gurv Sihra y Harv Sihra) vencieron a Reno Scum (Adam Thornstowe y Luster the Legend) (con Christina Von Eerie) | GFW Tag Team Championship Tournament Finals match |
| 7   | Nick Aldis venció a Bobby Roode | GFW Global Championship Finals match              |